# 打卤面
打卤面是面条的一种吃法，流行於北京、天津、河北省、山东省、山西省和东北部分地区。「打滷」指將配料料理過後，再煮成一鍋然後勾芡成「滷汁」淋在熟麵上。食法是将面条煮好后，浇上「卤汁」後食用。

## 地区

### 京津

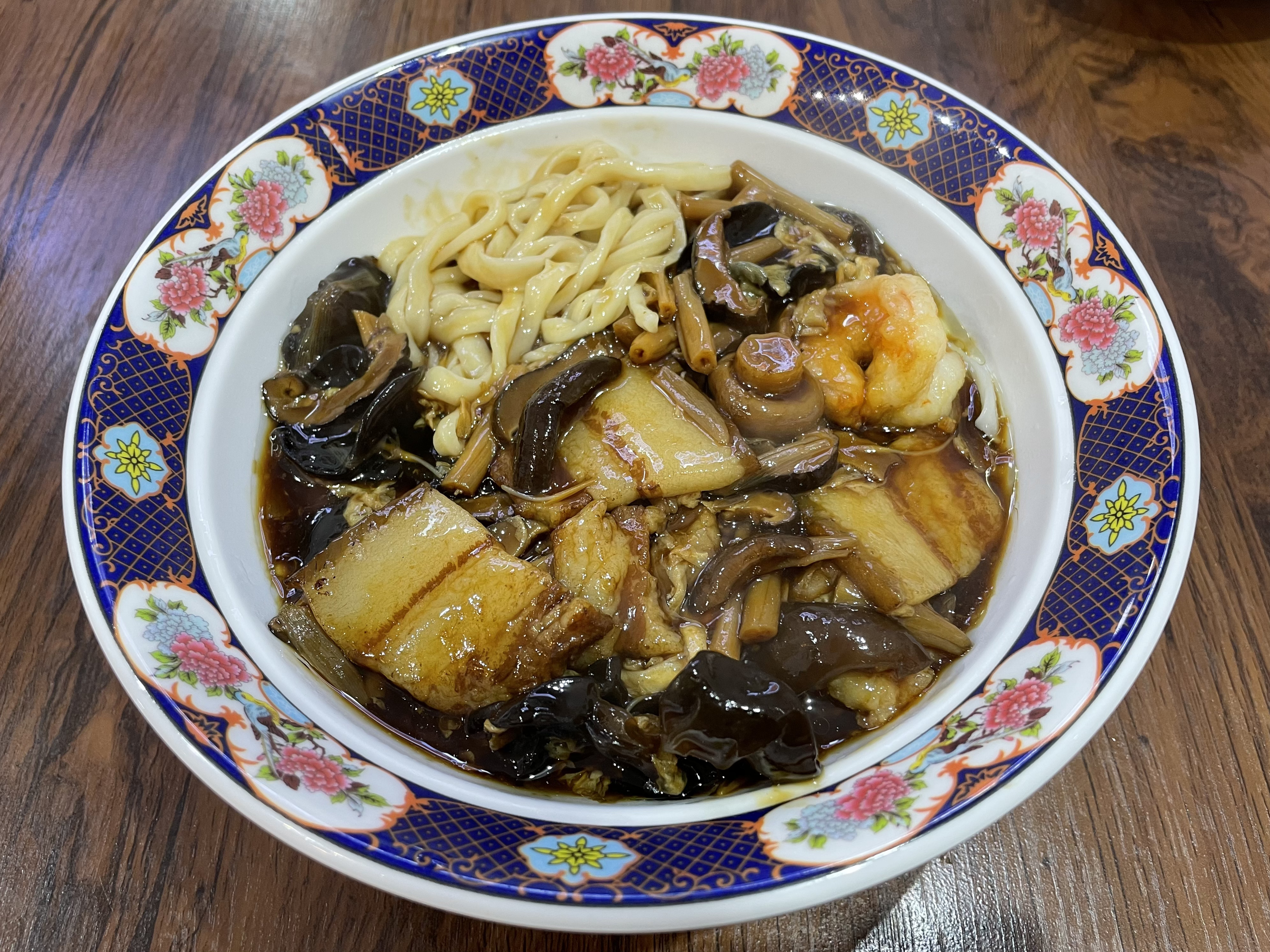
北京打卤面

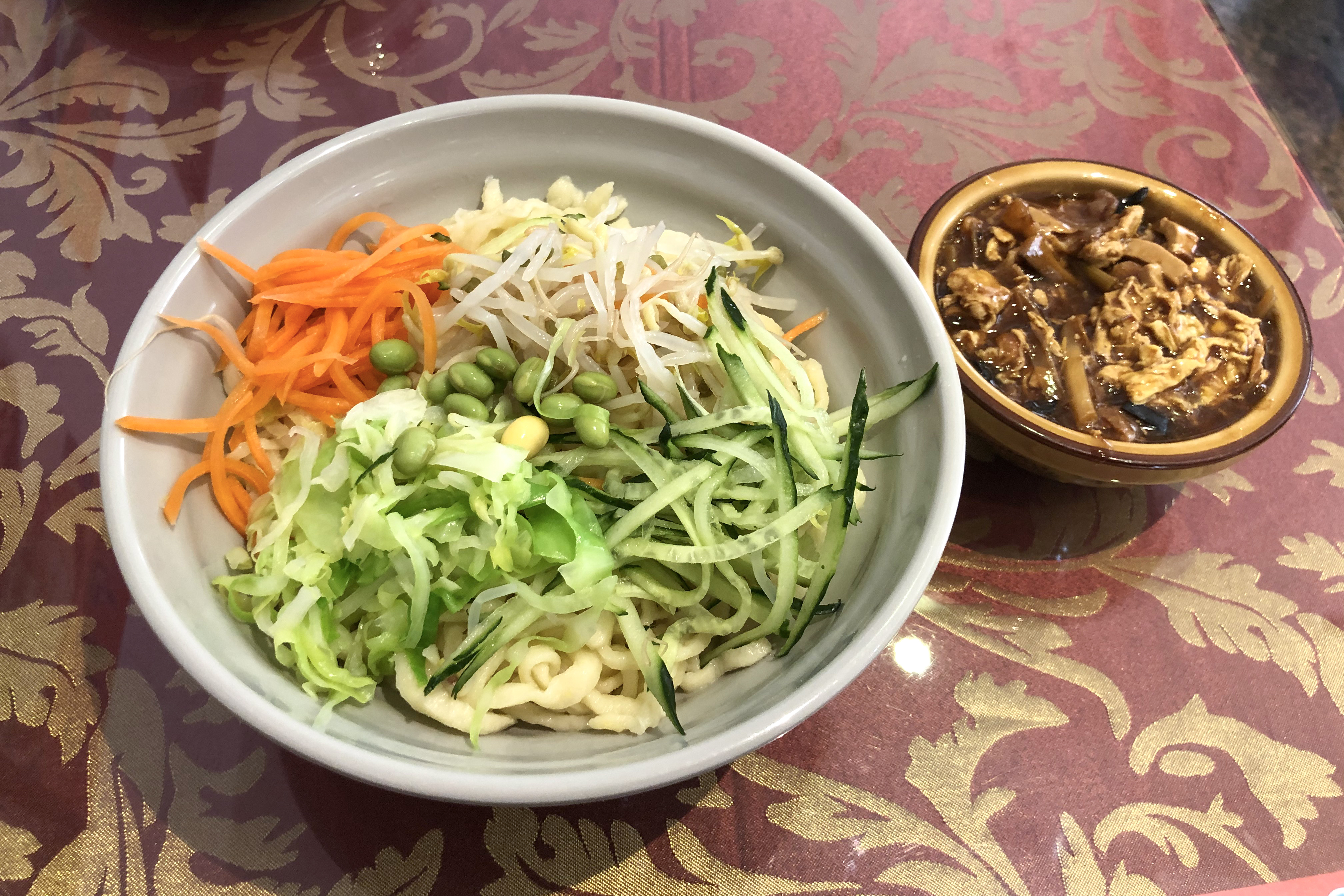
天津三鲜打卤面

京津冀一带的滷汁一般用黄花菜和黑木耳、肉片，一起炝锅加水煮，勾入水淀粉、盐，也可以加入鸡蛋。也有的卤用鸡蛋和做。传统来说：打卤面分“清卤”“混卤”两种，清卤又叫朱儿油，混油又叫勾交卤。
在老北京，打卤面也称「炒菜面」，通常为宴会末尾、宾客享用酒菜完毕后才上。一般百姓食用的打卤面，主料通常为五花肉、木耳、黄花菜、香菇、鸡蛋等，称「单勾卤」或「老味卤」，若加入大虾甚至海参、鲍鱼、瑶柱等高档海鲜食材则称「双勾卤」或「三鲜卤」。勾卤须先吊汤、再勾芡，鸡蛋打匀甩在卤上，起锅前炸热花椒油趁热住卤上浇，将卤与面分开盛给客人，卤多面少。吃打卤面时，客人取少量面条，将卤浇在面上后食用，忌讳搅拌。面吃完，碗底須有少量卤且凝而不澥。
生于北京的台湾美食作家唐魯孫認為「打滷講究好湯…既然叫滷，稠乎乎才名實相符，…一碗麵吃完，碗裡的滷仍舊凝而不瀉，這種滷才算夠格…。」他還回憶昔日在北京積石潭附近一家舖子裡曾吃過的打滷麵，評之為：「人家勾出來的滷，除了凝而不濁外，而且腴潤不濡，醇正適口，調羮妙手，堪稱一絕。」

### 台灣
在臺灣稱作大魯麵、大滷麵，自1949年後隨政府播遷至臺的北方人流傳至台灣。外省大滷麵的口味和酸辣湯類似，麵中少有肉羹，放的是白麵，不淋烏醋。